# Revólver Webley
El Webley fue un revólver británico. Aunque hoy en día ya sólo es un arma de coleccionista, el Webley ha sido, en varios modelos, el arma auxiliar estándar de las Fuerzas Armadas del Reino Unido, del Imperio Británico y de los países de la Commonwealth desde 1887 hasta 1963.
El Webley es un revólver de apertura vertical con extracción automática; la apertura de este para recargarlo acciona el extractor, que retira los casquillos disparados del tambor. El revólver de servicio Webley Mk I fue adoptado en 1887, pero fue una versión posterior de este, el Mk IV, que se hizo conocido durante la guerras de los bóeres (1899-1902). El Mk VI, introducido en 1915 durante la Primera Guerra Mundial, es quizás el modelo más conocido.
Los revólveres de servicio Webley se encuentran entre los más potentes revólveres de apertura vertical producidos, disparando el cartucho .455 Webley. Aunque el revólver Webley calibre .455 ya no se encuentra en servicio militar, el revólver Webley .38/200 Mk IV aún es empleado como arma policial en un buen número de países.

## Historia

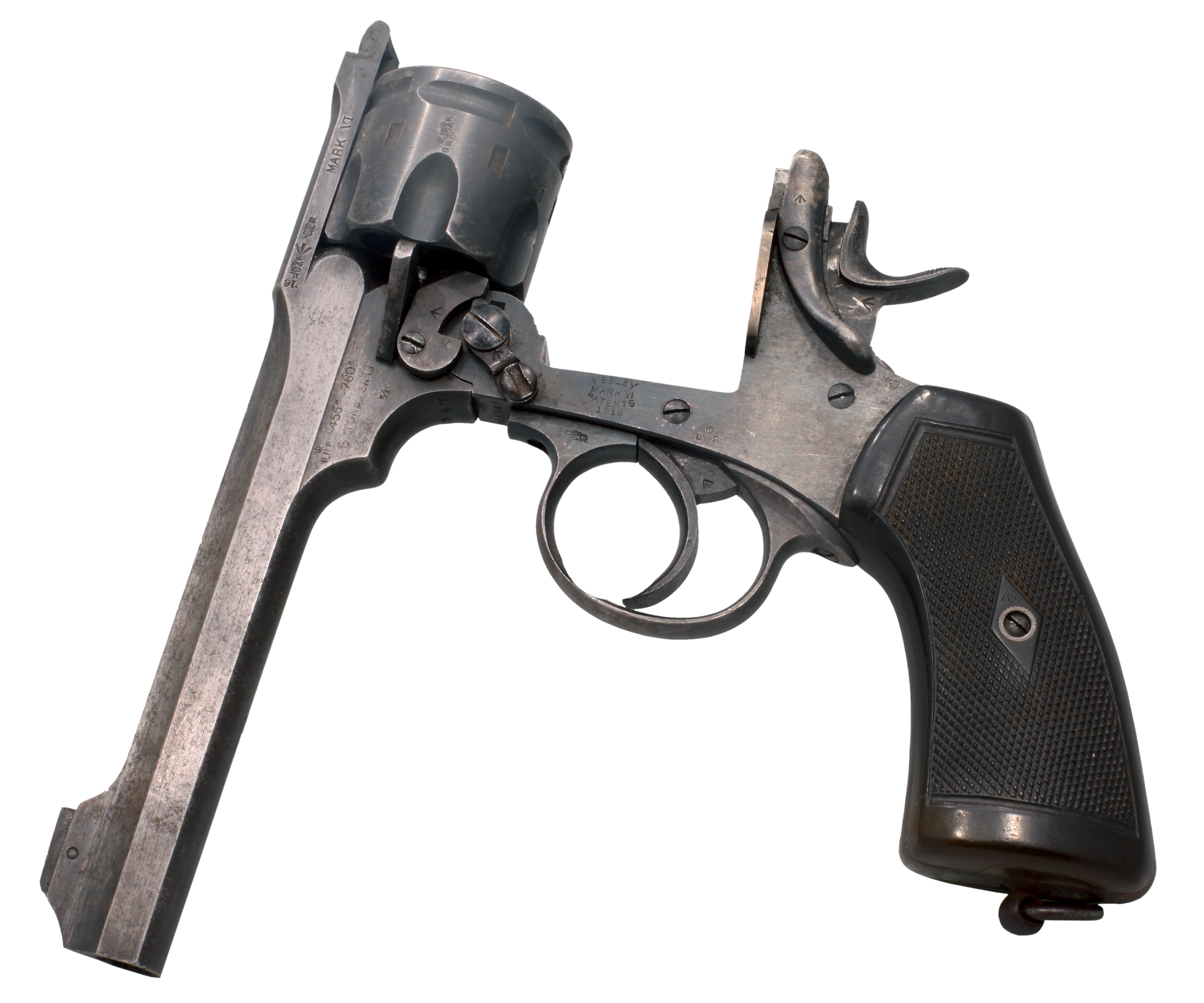
Un Webley con el tambor abierto para carga/recarga.

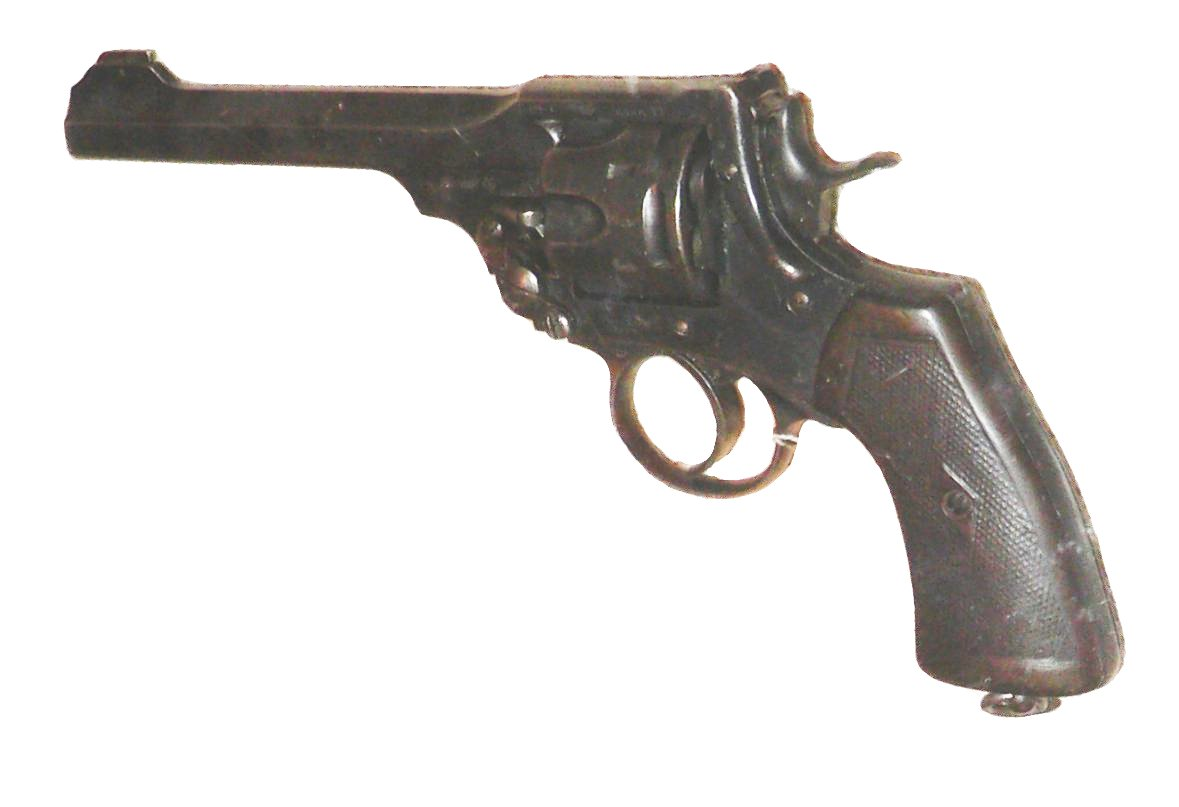
Un revólver Webley Mark IV calibre .455.

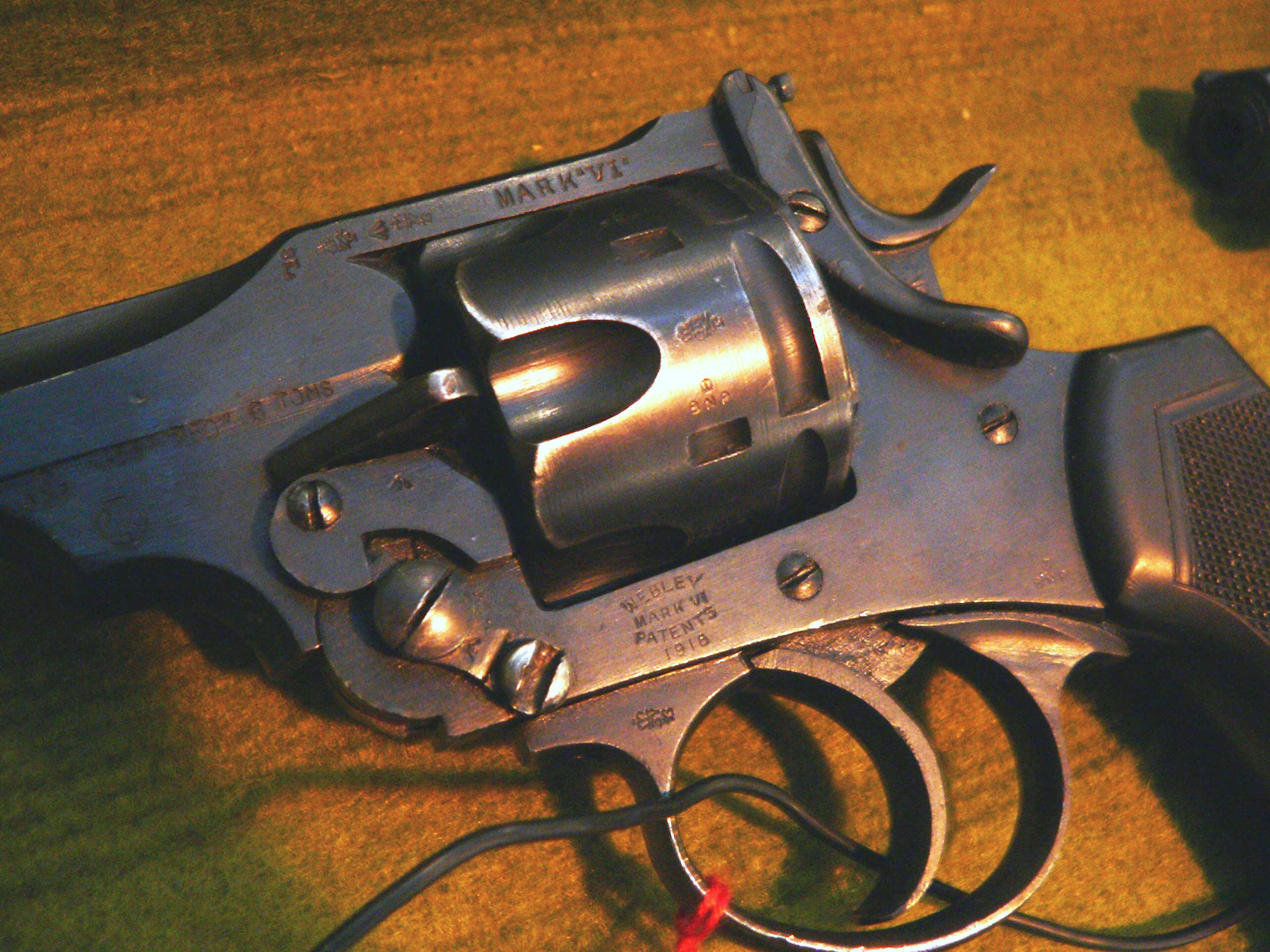
Acercamiento del tambor (incluyendo su retén) de un revólver Webley Mk IV.

La compañía británica Webley and Scott (P. Webley & Son antes de fusionarse con W & C Scott) produjo una gama de revólveres desde finales del siglo XIX hasta finales del siglo XX. Los primeros modelos, tales como el Webley-Green militar 1879 y el Webley-Pryse fueron fabricados durante la década de 1870. Los revólveres más conocidos son los de la gama militar, que fueron empleados en ambas Guerras Mundiales y numerosos conflictos coloniales, pero Webley & Scott también produjo un buen número de revólveres con armazón macizo y cañón corto, incluyendo el modelo Webley RIC (Royal Irish Constabulary) y el British Bulldog, diseñado para llevarse en un bolsillo del chaleco y ser empleado en defensa personal.

En 1887, el Ejército Británico estaba buscando un revólver para reemplazar a los muy poco fiables revólveres Enfield Mk I y Mk II, así que Webley & Scott, que para entonces ya eran conocidos como fabricantes de armas de calidad y que habían vendido varios revólveres tanto a oficiales militares como civiles, ofrecieron su Revólver Auto-Extractor Webley calibre .455 para ser probado. Los militares quedaron sumamente impresionados con el revólver (fue recibido como una gran mejora en relación con los revólveres Enfield que entonces estaban en servicio, los cuales carecían de un sistema de extracción práctico), siendo adoptado el 8 de noviembre de 1887 como "Pistola, Webley, Mk I". El contrato inicial estipulaba el encargo de 10 000 revólveres Webley, al precio de 3£ la unidad y el suministro de al menos 2 000 revólveres más en los ocho meses siguientes. 

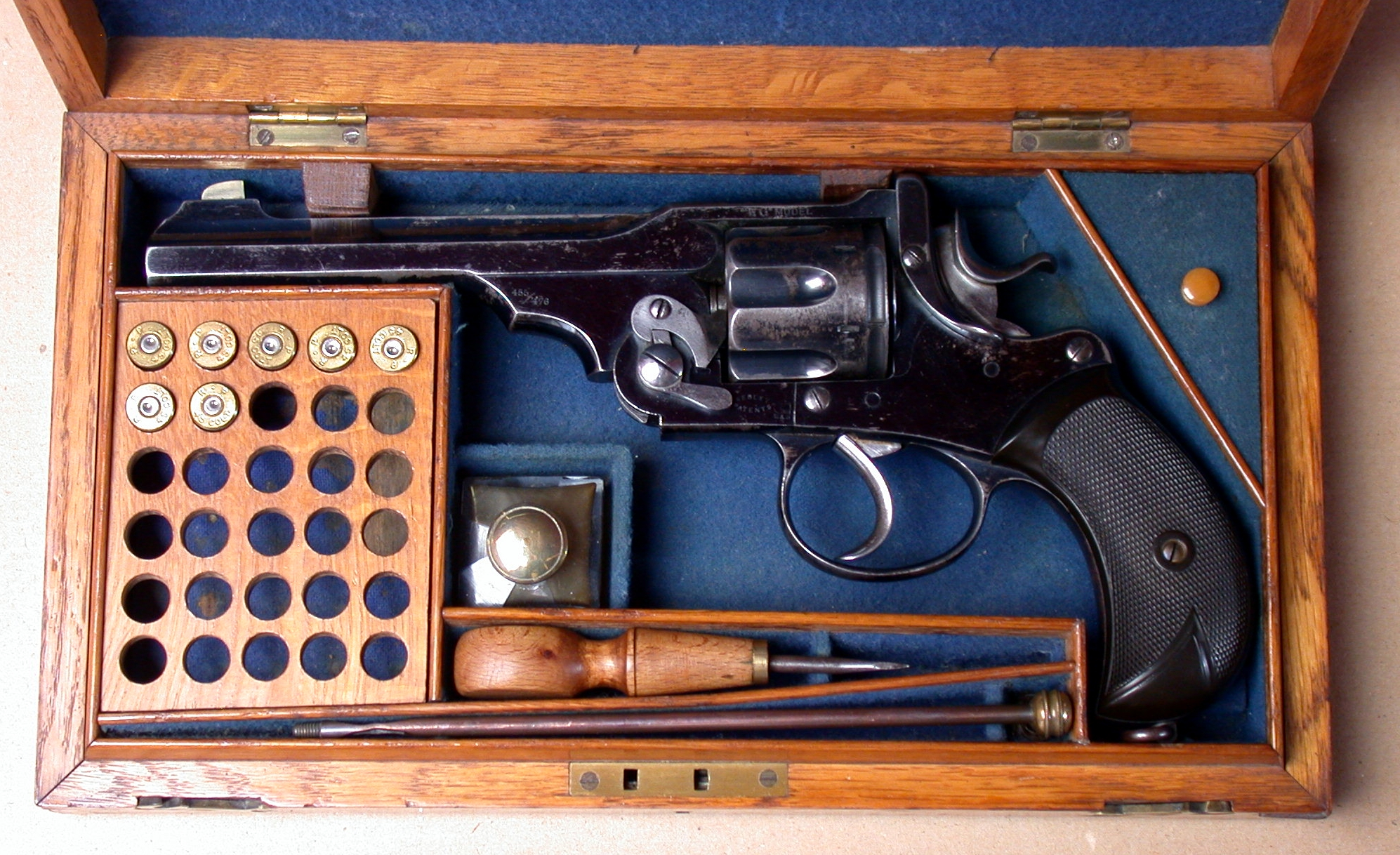
Un revólver Webley Green (llamado también Webley WG), calibre 455/476 (.476 Enfield).

El revólver Webley sufrió una serie de cambios, que culminaron en el modelo Mk VI, que fue producido entre 1915 y 1923, siendo retirado en 1947, aunque el Webley Mk IV .38/200 quedó en servicio hasta 1963 junto al revólver Enfield n.º 2 Mk I. Versiones comerciales de todos los revólveres de servicio Webley también fueron ofrecidas al mercado civil, al lado de un buen número de diseños similares (como el Webley-Government y el Webley-Wilkinson) que no fueron oficialmente adoptados para servicio, pero fueron comprados individualmente por oficiales militares.

## Revólveres Webley en servicio militar

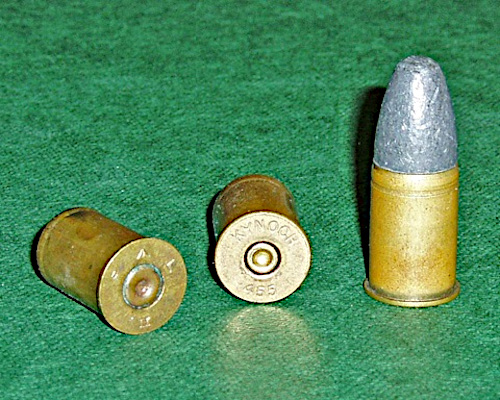
Un cartucho .455in SAA Ball, al lado de dos casquillos.

### Guerras de los bóeres
El Webley Mk IV calibre .455 Webley, fue introducido en 1899 y pronto llegó a ser conocido como el "Modelo Guerra de los Bóers", debido al gran número de oficiales y suboficiales que lo compraron antes de entrar en combate. El Webley Mk IV sirvió al lado de un gran número de pistolas, incluyendo la Mauser C96 (empleada por Winston Churchill durante el conflicto), los primeros revólveres Beaumont-Adams con cartuchos metálicos y otros revólveres de apertura vertical fabricados por armeros tales como William Tranter y Kynoch.

### Primera Guerra Mundial
El revólver Webley estándar al inicio de la Primera Guerra Mundial era el Webley Mk V (adoptado el 9 de diciembre de 1913), pero había muchos más revólveres Mk IV en 1914, debido a que el encargo inicial de 20000 revólveres Mk V no había sido completado al momento de iniciarse las hostilidades. El 24 de mayo de 1915, el Webley Mk VI fue adoptado como el revólver estándar de las tropas británicas y de la Commonweath, quedando como tal durante todo el conflicto, siendo suministrado a oficiales, pilotos, marinos, cuadrillas de abordaje, tropas de asalto, ametralladoristas y tanquistas. El Mk VI demostró ser un arma muy resistente y confiable, bien adaptada para el lodo y las condiciones adversas de la guerra de trincheras, desarrollándose diversos accesorios para el Mk VI, inclusive una bayoneta (hecha a partir de una bayoneta francesa Pritchard modificada), un cargador rápido ("Aparato Prideaux") y un culatín que permitía al revólver transformarse en una carabina.

### Segunda Guerra Mundial

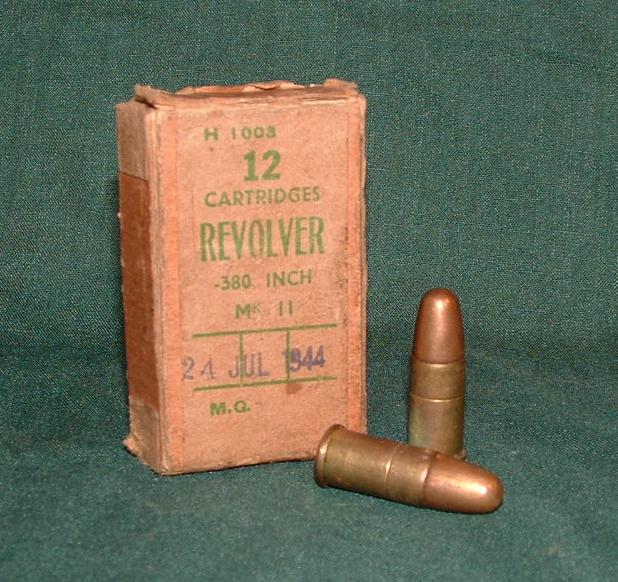
Una caja de cartuchos .380" Revólver Mk IIz, de la Segunda Guerra Mundial.

El revólver oficial de servicio para los militares británicos durante la Segunda Guerra Mundial era el Enfield n.º 2 Mk I calibre .38/200,  pero debido a una crítica escasez de pistolas, fueron adoptados un buen número de otras armas (al inicio por razones prácticas, luego oficialmente) para aliviar la escasez. Como resultado, tanto el Webley Mk IV calibre .38/200 y el Webley Mk VI calibre .455 fueron suministrados a los militares británicos durante la guerra.

### Posguerra
Los revólveres Webley Mk VI (.455) y Mk IV (.38/200) aún eran suministrados a las tropas británicas y de la Commonwealth tras la Segunda Guerra Mundial; esto se debía a las grandes cantidades de revólveres en los arsenales. Un armero que estuvo estacionado en Alemania Occidental recuerda que para cuando los revólveres fueron oficialmente retirados en 1963, la dotación de cartuchos era de "dos cartuchos por hombre, al año". Esta falta de munición jugó un importante rol en mantener los revólveres Enfield y Webley en uso por tanto tiempo: no sufrían desgaste porque no eran utilizados.
El revólver Webley Mk IV calibre .38 no fue completamente reemplazado por la pistola Browning Hi-Power hasta 1963, siendo empleado en la guerra de Corea, la crisis del canal de Suez, la crisis malaya y la guerra civil de Rodesia. Muchos revólveres Enfield n.º 2 Mk I todavía se encontraban en servicio militar británico hacia 1970.

### Empleo policial
La (Real) Policía de Hong Kong y la Real Policía de Singapur emplearon revólveres Webley Mk III y Mk IV .38/200 desde la década de 1930 (inusualmente, los Webley de la Policía de Singapur tenían seguro). Estos fueron gradualmente retirados durante la década de 1970, siendo reemplazados por revólveres Smith & Wesson Modelo 10 calibre .38. La Policía Metropolitana de Londres también empleó revólveres Webley, así como la mayoría de unidades policiales coloniales, hasta poco después de finalizada la Segunda Guerra Mundial. Todavía puede haber algunas unidades policiales dotadas con revólveres Webley Mk IV, que pese a no ser empleados, figuran en sus arsenales.
La Organización de Fábricas de Pertrechos de la India todavía produce cartuchos de revólver calibre .380 Mk IIz, así como un revólver calibre .32 con un cañón de 51 mm que está claramente basado en el revólver de servicio Webley Mk IV calibre .38.

### Modelos de revólveres Webley .455 en servicio militar
Se produjeron seis diferentes modelos de revólver Webley calibre .455 que fueron aprobados para servicio militar británico en diferentes momentos entre 1887 y el final de la Primera Guerra Mundial:
- Mk I: El primer revólver Webley con auto-extracción adoptado para servicio, oficialmente adoptado el 8 de noviembre de 1887, con un cañón de 100 mm y cachas estilo "pico de pájaro".

- Mk II: Similar al Mk I, con modificaciones al martillo y a la forma de la empuñadura, así como un escudo anti-soplo de acero templado. Oficialmente adoptado el 21 de mayo de 1895, con un cañón de 100 mm.[17]

- Mk III: Idéntico al Mk II, pero con modificaciones a la entalladura del tambor y partes afines. Oficialmente adoptado el 5 de octubre de 1897, pero nunca suministrado.[18]

- Mk IV: El Modelo "Guerra de los Bóers". Fabricado con acero de mayor calidad y piezas endurecidas, con el eje del tambor siendo una pieza fija del cañón y modificaciones a varias otras piezas, inclusive un escudo anti-soplo rediseñado. Oficialmente adoptado el 21 de julio de 1899, con un cañón de 100 mm.[19]

- Mk V: Similar al Mk IV, pero con un tambor con 3 mm más de ancho para permitir el uso de cartuchos con carga a base de nitrocelulosa. Oficialmente adoptado el 9 de diciembre de 1913, con un cañón de 100 mm, aunque algunos modelos producidos en 1915 tenían cañones de 130 mm y 150 mm.[20]

- Mk VI: Similar al Mk V, pero con una empuñadura cuadrada estilo "target" (al contrario del estilo "pico de pájaro" de los primeros modelos) y un cañón de 150 mm. Oficialmente adoptado el 24 de mayo de 1915[21]  y también fabricado por la RSAF Enfield bajo la denominación de Pistola, Revólver, Webley, No. 1 Mk VI desde 1921 a 1926.[22]

## El revólver de servicio Webley Mk IV .38/200
Al final de la Primera Guerra Mundial, los militares británicos decidieron que el revólver y el cartucho calibre .455 eran demasiados grandes para ser empleados en un ejército moderno. Así que tras numerosos ensayos y pruebas, concluyeron que un revólver calibre .38, disparando una bala de 200 granos (13 gramos), sería igual de efectivo que uno calibre .455 en detener un enemigo.

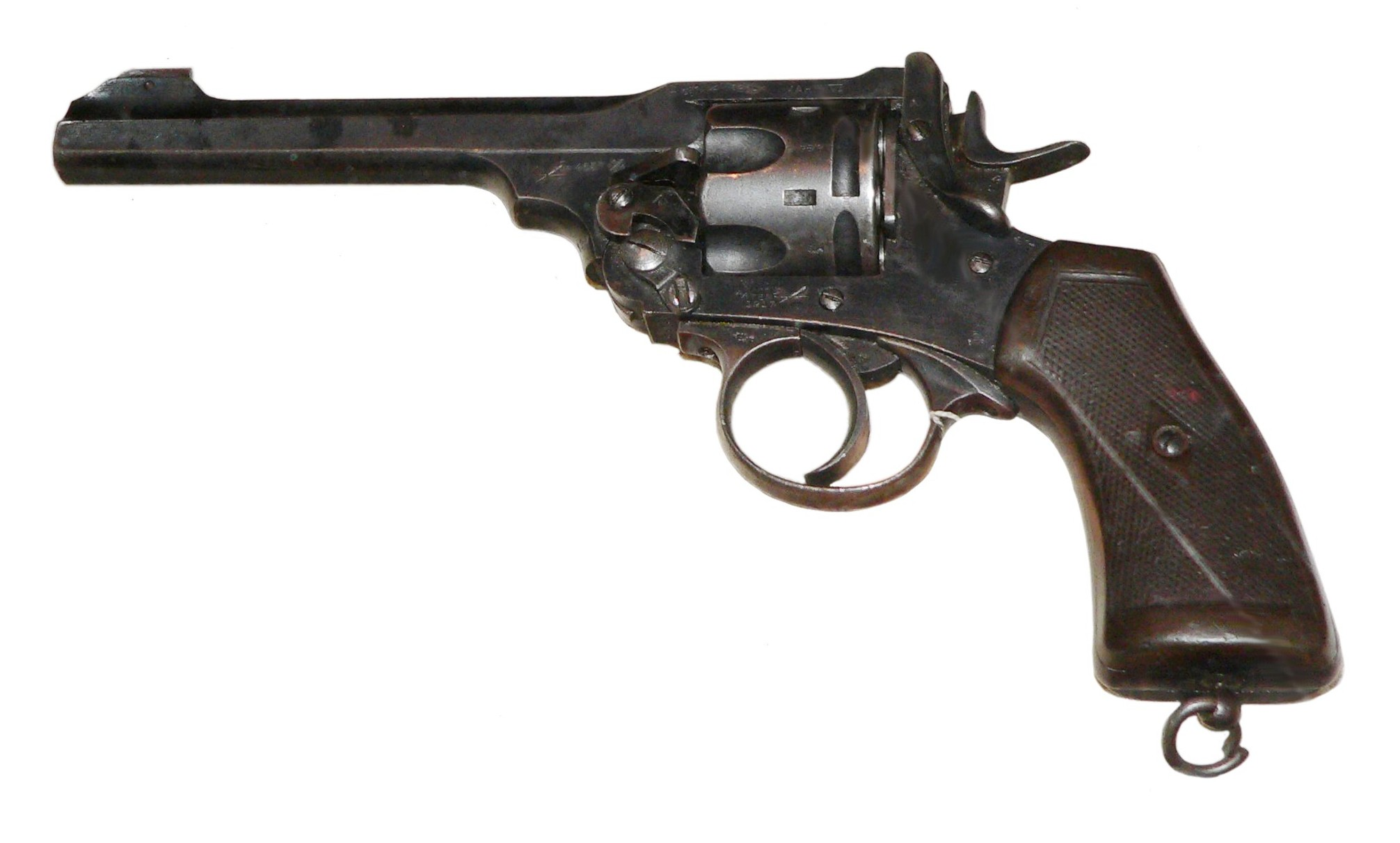
Un revólver Enfield n.º 2 Mk I — diseño claramente basado en el revólver Webley, si es que no se trata de una copia directa.

Webley & Scott inmediatamente presentaron el revólver Webley Mk IV calibre .38/200, que era casi idéntico al revólver Mk VI calibre .455 (aunque de tamaño reducido para emplear un cartucho más pequeño) y estaba basado en su revólver Webley Mk III calibre .38, diseñado para el mercado policial y civil. Para su sorpresa, el gobierno británico llevó el diseño a la Royal Small Arms Factory de Enfield Lock, la cual produjo un revólver que exteriormente era muy similar al Webley Mk IV calibre .38/200, pero que internamente era diferente, al grado de no poder emplearse piezas de un revólver Webley en un Enfield y viceversa. El revólver diseñado por Enfield fue rápidamente aceptado bajo la denominación 'Revolver No. 2 Mk I', siendo adoptado en 1932 y seguido en 1938 por el Mk I* (martillo liso, doble acción única) y finalmente el Mk I** (simplificado para producción en tiempo de guerra) en 1942.
Webley & Scott iniciaron un litigio contra el gobierno británico por el incidente, exigiendo 2.250 £ como "costos involucrados en la investigación y diseño" del revólver. Este fue atacado por la RSAF Enfield, que declaró con firmeza que el Enfield n.º 2 Mk I fue diseñado por el Capitán Boys (entonces Asistente Supervisor de Diseño, que luego fue conocido gracias a su fusil antitanque) con asistencia de Webley & Scott, mas no al contrario. Pero su reclamo fue negado. A modo de compensación, la Real Comisión de Premios para los Inventores otorgó 1.250 £ a Webley & Scott por su trabajo.
La RSAF Enfield demostró ser incapaz de producir suficientes revólveres n.º 2 para las demanadas militares durante la guerra, resultando que el revólver Webley Mk IV también sea adoptado como arma auxiliar estándar del Ejército Británico.

## Otros revólveres Webley bastante conocidos
Aunque los revólveres de apertura vertical con extractor automático empleados por las tropas británicas y de la Commonwealth son los más conocidos ejemplos de revólveres Webley, la compañía también produjo un buen número de otros revólveres muy populares que iban dirigidos al mercado policial y civil.

### Webley RIC

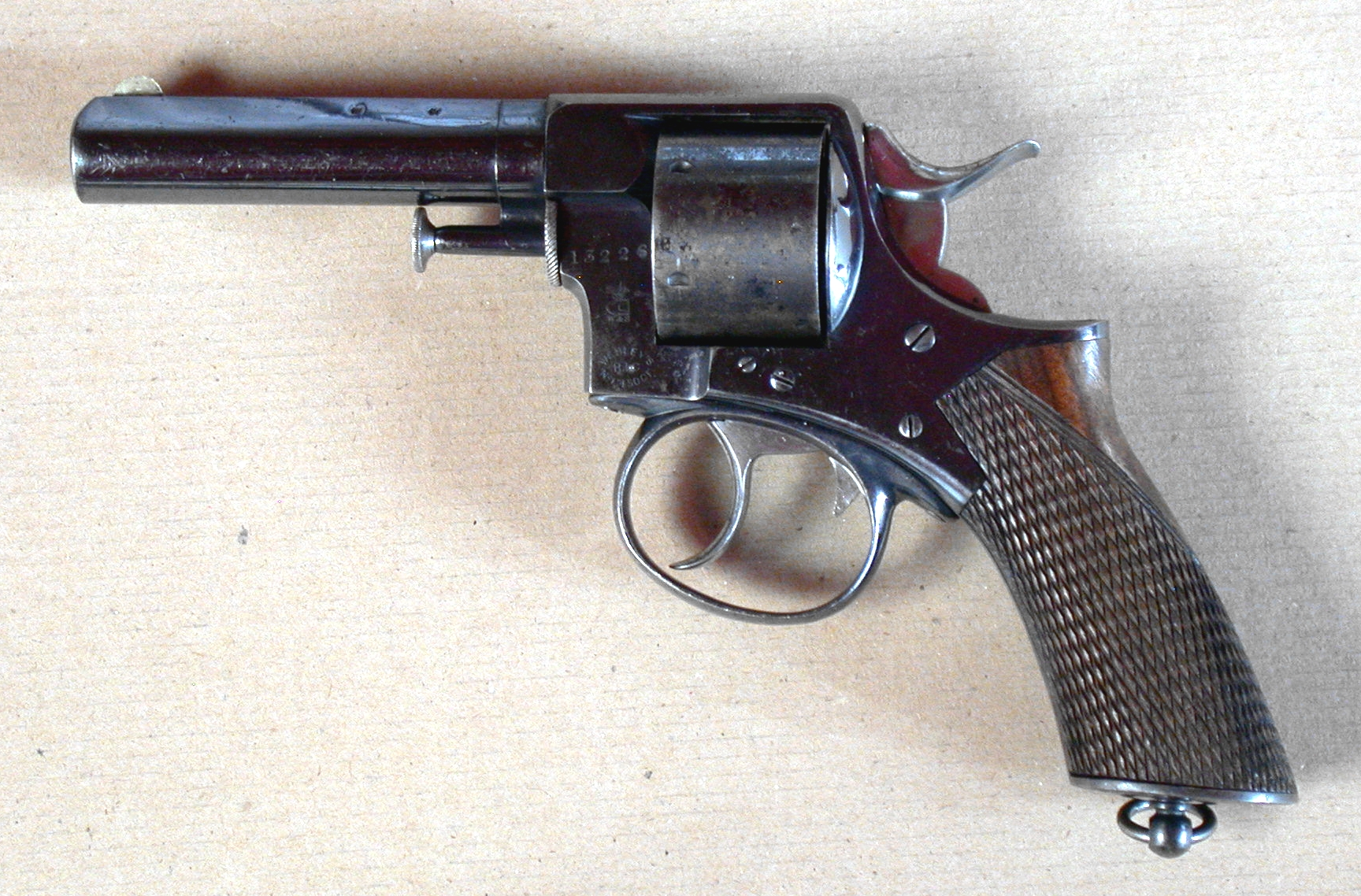
Un revólver Webley Royal Irish Constabulary Revólver, calibre 450 CF.

El modelo Webley RIC (Royal Irish Constabulary; Real Policía Irlandesa) fue el primer revólver de doble acción producido por Webley, siendo adoptado por la Real Policía Irlandesa en 1868, de allí su nombre. Era un revólver de armazón macizo, cargado a través de una portilla y de calibre .442 Webley. Se sabe que el General George Armstrong Custer tenía un par de estos revólveres, que los utilizó en la Batalla de Little Bighorn en 1876.

### British Bulldog
Los revólveres de la serie British Bulldog fueron de un diseño sumamente exitoso, con armazón macizo, un cañón de 64 mm y calibrados para una amplia variedad de calibres gruesos, incluyendo el .442 Webley y el .450 Adams. Fueron diseñados para ser llevados en el bolsillo del chaleco o guardados en el cajón de una mesa de noche y un gran número de ellos han llegado hasta nuestros días en buen estado, debido a su poco uso. Numerosas copias de este diseño fueron fabricadas en Francia y Bélgica (especialmente en esta última) a finales del siglo XIX e inicios del siglo XX, siendo bastante populares hasta la Segunda Guerra Mundial. Hoy son buscados como piezas de colección, debido a que la munición que emplean (en la mayoría de casos) ya no se fabrica.  

### Revólver automático Webley-Fosbery
Un ejemplo sumamente inusual de "revólver automático", el revólver automático Webley-Fosbery fue producido entre 1900 y 1915, estando disponible tanto con un tambor de 6 balas calibre .455 Webley, como con un tambor de 8 balas calibre .38 ACP (no confundir con .380 ACP). El Webley-Fosbery tenía un seguro, algo fuera de lo común para un revólver. Su diseño sólido, gatillo ligero de presionar y reputación de arma precisa aseguraron que el Webley-Fosbery fuese popular entre los tiradores deportivos por mucho tiempo luego haber cesado su producción.

## Impacto cultural

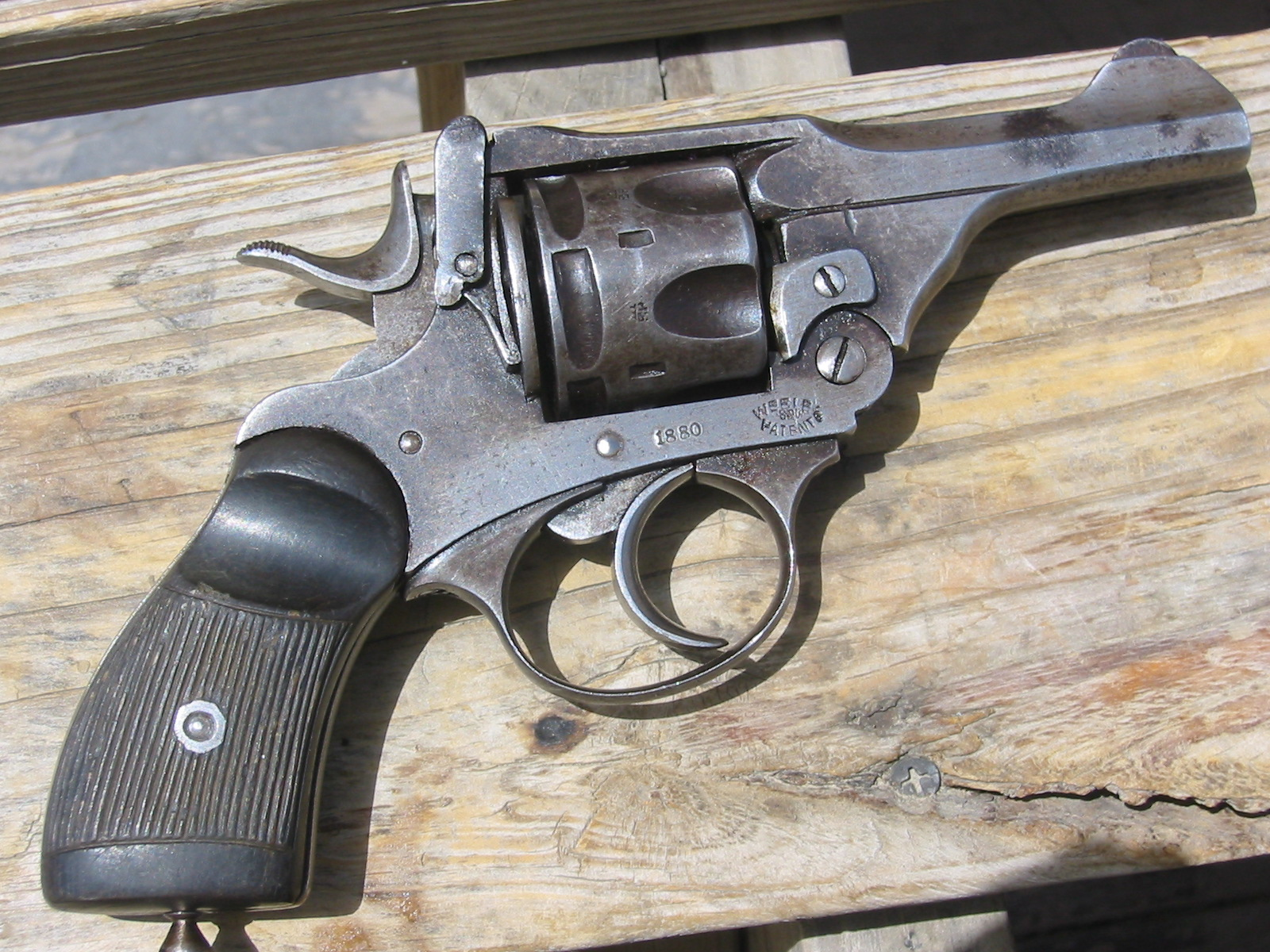
Copia de un Revólver de Bolsillo Webley calibre .38 S&W, capturado en el aeródromo de Bagram, Afganistán.

Los revólveres Webley muchas veces sirven como el revólver británico estereotipo en películas y series televisivas - su aparición en la película Zulú, por ejemplo, es un anacronismo, ya que la acción de esta tiene lugar en 1879 y los revólveres Webley Mk VI que aparecen siendo utilizados por los oficiales británicos no fueron introducidos sino hasta 1915, pero el Mk VI está basado en diseños de la época en la cual transcurre la acción de la película, siendo visto como un sustituto del históricamente correcto (pero más difícil de obtener) revólver Beaumont-Adams.

## Usuarios
- Imperio británico[37]
- Malasia[38]
- Rodesia[39]
- Sierra Leona[40]
- Tanzania[41]